# Spoorwegnet
Spoorwegnet kan verwijzen naar:
- het netwerk van spoorwegen in een bepaald gebied
- een netwerkweergave van de spoorinfrastructuur. Er worden twee detailniveaus gehanteerd: micro- en macrotopologie.

De macrotopologie of netwerkconfiguratie is de weergave van het netwerk van de spoorinfrastructuur op het niveau van dienstregelpunten, met de vrije banen daartussen en als mogelijke verfijning het onderscheiden van de afzonderlijke sporen.